# Lymanopoda caudalis
Lymanopoda caudalis is een vlinder uit de onderfamilie Satyrinae van de familie Nymphalidae. De wetenschappelijke naam van de soort is voor het eerst geldig gepubliceerd in 1914 door Rosenberg & Talbot.